# Domenico Aulisio
Domenico Aulisio (Napoli, 4 gennaio 1639 – Napoli, 29 gennaio 1717) è stato un giurista e filologo italiano.

## Biografia
Ingegno poliedrico, grande esperto di filologia e storia, come giurista fu un seguace della scuola culta, e nel 1664 iniziò l'insegnamento del diritto civile all'Università di Napoli. Morì il 29 gennaio 1717, lasciando, oltre a vari scritti in materia di architettura e medicina, un Commentario al diritto civile (Napoli 1719-20) e scritti storici sulle antichità assire, greche ed ebraiche.

## Opere
- Opuscula de Gymnasii constructione, Mausolei architectura, Harmoma timaica, et Numeris medicis. His accessit Epistola de colo mayerano, Neapoli 1694;
- Commentariorum iuris civilis ad Titt. Pandettarum: De acquirenda vel amittenda possessione, De verborum obligationibus, De legatis et fideicommissis, Soluto matrimonio quemadmodum dos petatur: tomus primus, Neapoli 1719;
- Commentariorum iuris civilis De pignoribus et hypothecis, De bonis maternis et materni generis, De officio eius cui mandata est iurisdictio, De edendo, De transactionibus, De vulgari et pupillari substitutione, De mora, De donationibus, De censibus: tomus secundus, Neapoli 1720;
- Dalle scuole sacre libri due postumi del conte palatino Domenico Aulisio Pubblicati dal suo Erede e Nipote Nicolò Ferrara-Aulisio, Napoli 1723.